# Cleveland (Alabama)
Cleveland è un comune degli Stati Uniti d'America situato nella contea di Blount dello Stato dell'Alabama.